# St. Vitus (Sparneck)

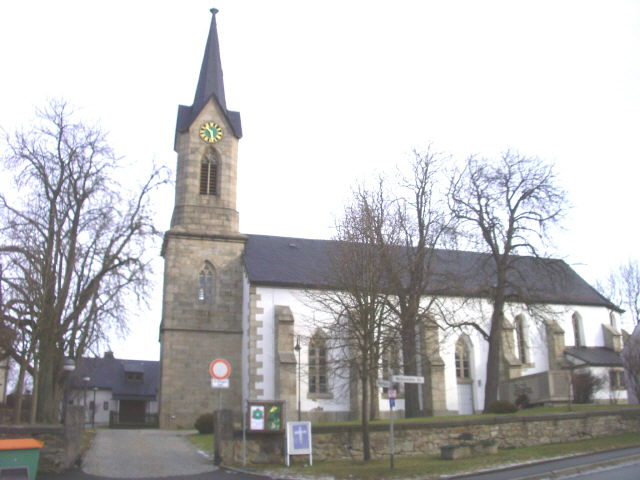
St. Vituskirche in Sparneck

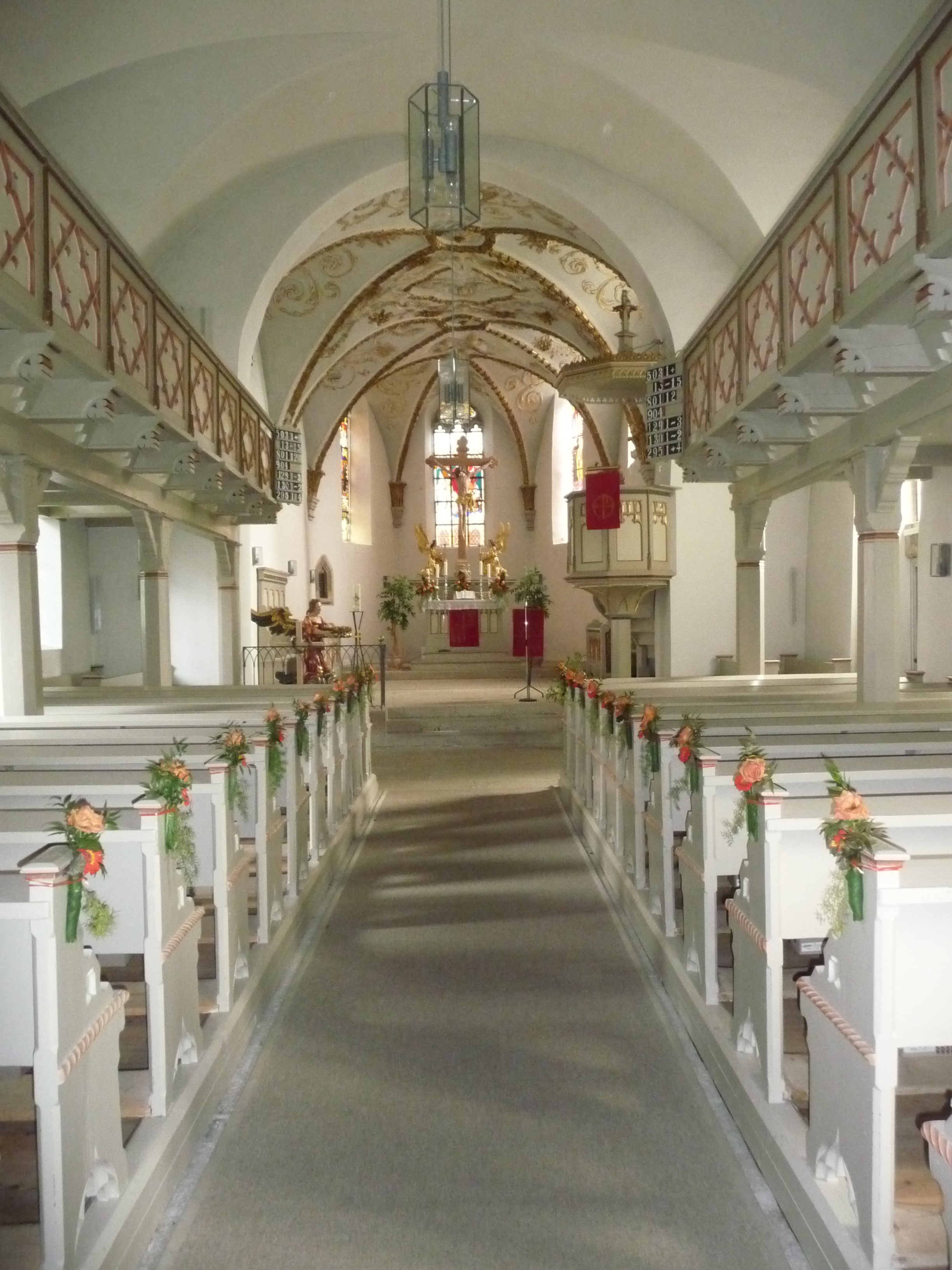
Blick in den Chor

Die St. Vituskirche Sparneck ist eine evangelische Veitskirche im Markt Sparneck.

## Entstehung

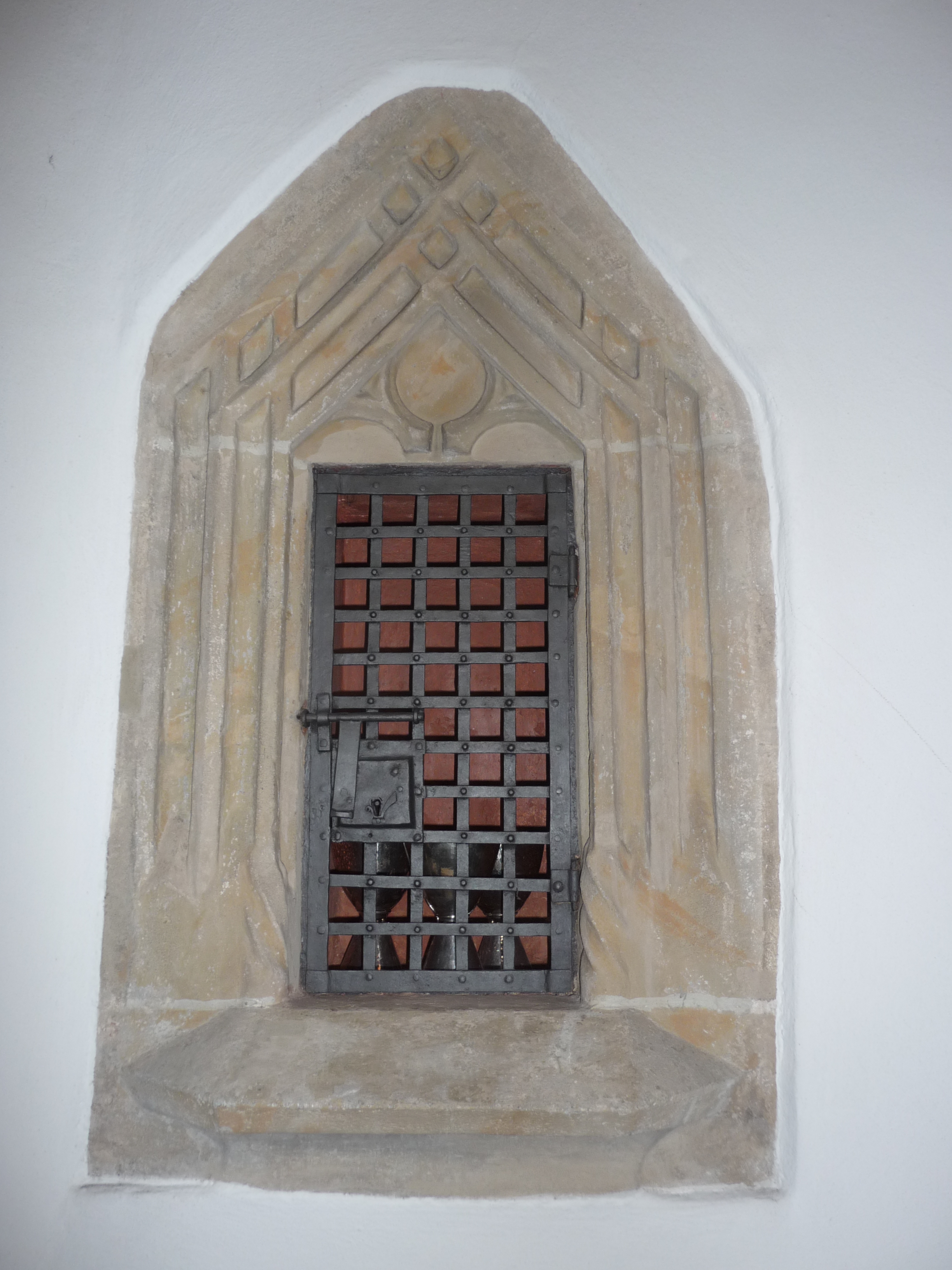
Sakramentshäuschen im Chorraum

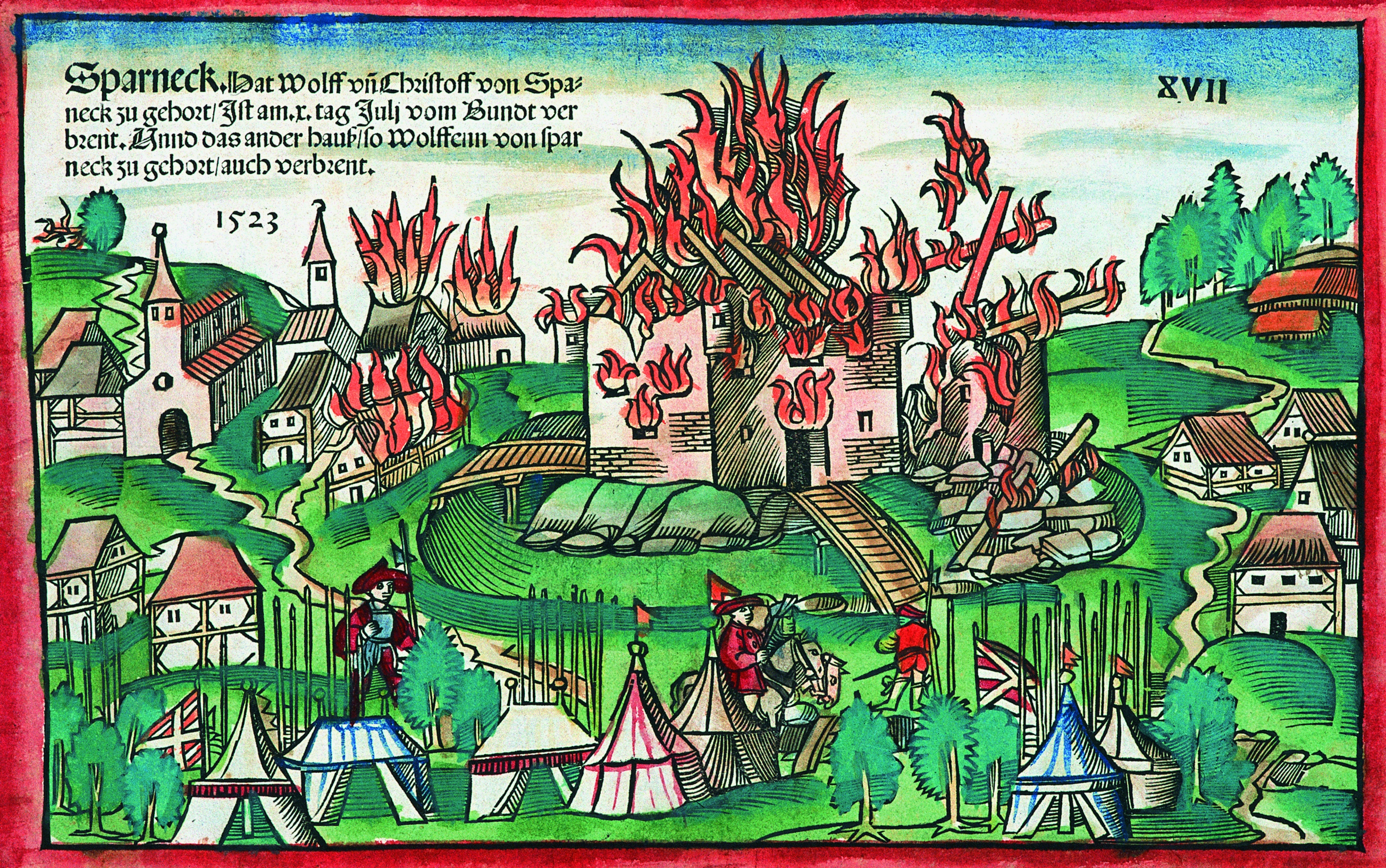
Sogenannter Wandereisen-Holzschnitt von 1523, links im Hintergrund das Klostergebäude, daneben die Klosterkirche mit einem Dachreiter, heute Chorraum von St. Vitus

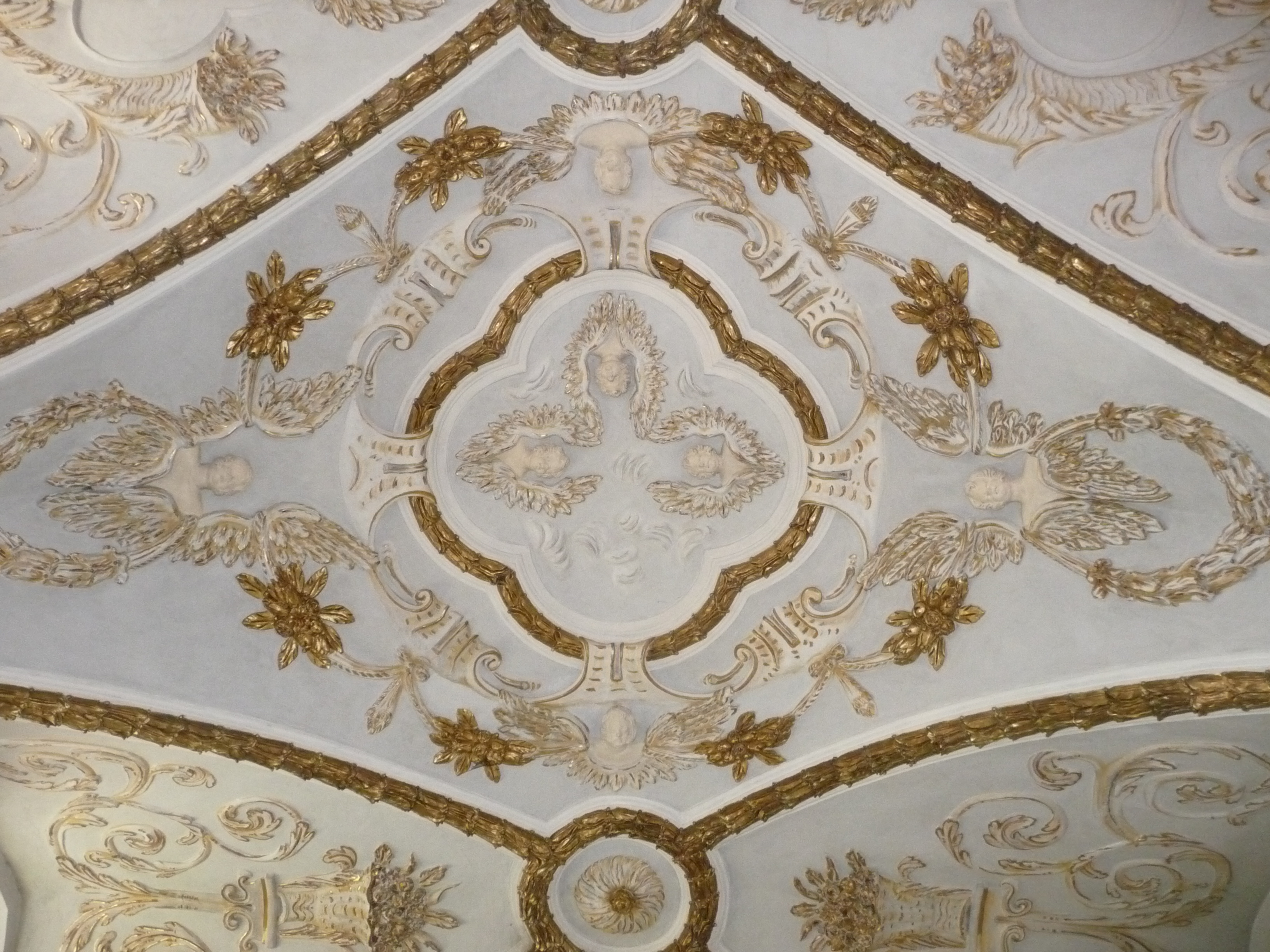
Stuckarbeiten

Die Entstehung der Kirche stand in engem Zusammenhang mit der Stiftung des Sparnecker Klosters. Friedrich von Sparneck wurde als Klosterstifter bereits 1477 in der Kirche bestattet. Die ehemalige Klosterkirche bildet den heutigen Chorraum, das Langhaus wurde erst später angefügt. Aus dieser Zeit ist ein Sakramentshaus als Nische im Chorraum erhalten. Aus der Zeit der Spätgotik stammen Fresken mit einer Darstellung der Heiligen Katharina und Barbara, die nach ihrer Freilegung 1932 wieder übertüncht wurden.
Das Kloster ging im Zuge der Reformation zu Grunde, der Ort wurde protestantisch. Die Klosterkirche wurde 1562 in ein evangelisches Gotteshaus umgewandelt. Die Hinwendung zum neuen Bekenntnis wurde durch die Patronatsherren Christoph Haller von Hallerstein und anschließend Markgraf Georg Friedrich gefördert. Zunächst wurde Sparneck von den Geistlichen aus Weißdorf und Zell betreut. Erst nach der Klage des Sparnecker Wirtes Georg Zahn wegen zweier ungetauft verstorbener Kinder wurde 1572 als erster protestantischer Pfarrer Peter Hochmuth eingesetzt. Er blieb nur ein Jahr und legte noch 1572 ein Kirchenbuch an, sein Nachfolger hieß Moritz Eck. Noch Ende des 16. Jahrhunderts wurde ein Pfarrhaus errichtet.
1695 wurde die Kirche erweitert, am Langhaus wurde angebaut und der ursprüngliche hölzerne Dachreiter durch einen steinernen Turm ersetzt. Aus dieser Zeit stammen auch die Stuckarbeiten von Bernhard Quadri im Chorraum. Der Taufengel wurde 1761 von Georg Friedrich Hartung, einem Sohn des Sparnecker Amtmannes Johann Georg, gefertigt. 1845 brannten die Kirche und das Pfarrhaus. Die Kirche erhielt in der Folge eine neue Innenausstattung im Stil der Neugotik, dazu zählen der Altar, die Kanzel, das Chorgestühl, das Gemeindegestühl und die Orgel von Wilhelm Raithel. Die drei Buntglasfenster im Chorraum sind ein Werk des Glasmalers Sebastian Eisgruber aus Nürnberg. Ihre Motive sind Petrus, die Auferstehung und Paulus. Das 1962 bei einem Sturm zerstörte Paulusfenster wurde 2001 nach einem Foto rekonstruiert.

## Epitaphe und Grüfte
Die erhaltenen Epitaphe wichtiger Personen der Ortsgeschichte sind im Untergeschoss des Turmes, im Langhaus und im Chor der Kirche aufgestellt. Die Grabsteine wurden aus dem lokalen Marmor des Fichtelgebirges angefertigt. Der älteste Stein erinnert an den Klostergründer Friedrich von Sparneck. Der 1587 verstorbene Hans Siegmund Rebhun war Amtsverwalter in Stockenroth und Hallerstein, seine Frau Helene verstarb 1579. Erhalten sind auch die Grabmäler von Pfarrer Melchior Apel († 1674) und seiner früh verstorbenen Frau Margaretha († 1647). Auch ein späterer Amtmann Hans Heinrich Müffling genannt Weiß († 1637) wurde in oder nahe der Kirche in der Müffling-Gruft bestattet, deren genauer Standort nicht mehr bekannt ist. Der markgräfliche Forstmeister Johann Konrad Beyer († 1702) wurde gemeinsam mit seiner Frau Cordula bestattet, der Stein wurde erst 1997 gefunden und geborgen. Weitere Epitaphe stehen für Bürgermeister Ruckdeschel († 1684) und Ägidius Konrad Brückner († 1759). Seit der letzten Kirchenrenovierung von 1994 bis 2002 werden alle Epitaphe im Kircheninneren aufbewahrt.
In der Kirche befinden sich zwei Gruftanlagen, die im Zuge der jüngsten Renovierung lokalisiert und kurzzeitig geöffnet wurden. Eine gut erhaltene Gruft, die 1853 bei Renovierungsarbeiten wiederentdeckt wurde, befindet sich nahe der Kanzel im Chorraum, eine weitere befand sich im vorderen Langhaus, sie ist mit Steinen verfüllt. Gefunden wurde auch das in den Boden eingelassene Epitaph des Klostergründers Friedrich von Sparneck. Das Öffnen der Gruft nährte die Sage von der unverwesten Hand. Danach verweste die Hand eines Rittersohnes nicht, die er im Streit gegen seinen Vater erhoben hatte.